# Lydney
Lydney è una cittadina di 8 960 abitanti del Gloucestershire, in Inghilterra.
Qua nacque il compositore e direttore d'orchestra Herbert Howells.